# Свободные демократы (ЮАР)
Свободные демократы (FREE DEMS) — южноафриканская политическая партия, основанная доктором-неврологом Йоханом Ридом для лоббирования частного здравоохранения, и выступает против предложенного правительством национального медицинского страхования. Кроме того, партия выступает за свободное предпринимательство, приватизацию, частное образование и низкие налоги.

## Полемика
Рид ранее обвинялся в сексуальных домогательствах и был признан Советом медицинских работников виновным по семи пунктам обвинения в непрофессиональном поведении.
В августе 2007 года Совет медицинских работников принес извинения за «неверную информацию», опубликованную на их веб-сайте в отношении обвинительных приговоров.

## Результаты выборов
Партия участвовала во всеобщих выборах 2019 года на национальном уровне и в Западно-Капской провинции, не получив мест.
| Выборы | Всего голосов | Доля голосов | Места |
| ------ | ------------- | ------------ | ----- |
| 2019   | 2580          | 0,01 %       | 0/400 |

| Выборы | Восточно-Капская | Восточно-Капская | Фри-стейт | Фри-стейт | Гаутенг | Гаутенг | Квазулу-Натал | Квазулу-Натал | Лимпопо | Лимпопо | Мпумаланга | Мпумаланга | Северо-Западная | Северо-Западная | Северо-Капская | Северо-Капская | Западно-Капская | Западно-Капская |
| Выборы | %                | Места            | %         | Места     | %       | Места   | %             | Места         | %       | Места   | %          | Места      | %               | Места           | %              | Места          | %               | Места           |
| ------ | ---------------- | ---------------- | --------- | --------- | ------- | ------- | ------------- | ------------- | ------- | ------- | ---------- | ---------- | --------------- | --------------- | -------------- | -------------- | --------------- | --------------- |
| 2019   | —                | —                | —         | —         | —       | —       | —             | —             | —       | —       | —          | —          | —               | —               | —              | —              | 0,02 %          | 0/42            |